# 東郷町鳥丸
東郷町鳥丸（とうごうちょうとりまる）は、鹿児島県薩摩川内市の大字。旧薩摩国薩摩郡東郷鳥丸村、薩摩郡上東郷村大字鳥丸、薩摩郡東郷町大字鳥丸。郵便番号は895-1103。人口は303人、世帯数は138世帯（2020年10月1日現在）。面積は14.21平方キロメートル。

## 地理
薩摩川内市の西北部、樋渡川上流域に位置している。字域の北方にさつま町泊野、南方に東郷町斧渕、西方に東郷町宍野、東郷町藤川、東方に東郷町山田が接している。
字域の西端を鹿児島県道46号阿久根東郷線が南北に通っている。中央部を南北に川薩広域農道が通っており、さつま町や薩摩川内市街方面へ接続している。

### 河川
- 川内川水系樋渡川

### 小字
東郷町鳥丸の小字は「角川日本地名大辞典」によれば以下のとおりである。
辻段、門田、君ヶ原、平田、平野、東園、山門、田島前、山武、迫田原、平木場、鍋ヶ迫、上鍋迫、ホサツギワ、大角、下川原、上園、山ノ迫、現王原、樋牟礼、瀬戸口、小田原、小鹿倉、丸岡、栗瀬戸、下戸屋、上戸屋、野中、上川原、通山、曽子山、父ヶ屋敷、湯之元、竹下、御納戸、池川内、桜ヶ迫、多良浦、江永浜、手板、石ノ元、野下、洞木、竹迫、櫓木ノ段、黒仁田、永山、板屋、宇都、湯ノ迫、根子坪

## 歴史

### 中世の鳥丸
鳥丸という地名は南北朝時代より見え、薩摩国東郷のうちであった。暦応4年（1341年）の室町幕府御教書の「渋谷千松丸種重申状」の書面の中に「薩摩国東郷内鳥丸村」という記述があるのが鳥丸という地名の初見であると考えられている。応永12年（1405年）には東郷氏の重元から重世に鳥丸の地が譲渡され、重世の子孫は鳥丸氏を称した。

### 近世の鳥丸
江戸時代には薩摩国薩摩郡東郷（外城）のうちであった。村高は「天保郷帳」では232石余、「郡村高辻帳」では232石余、「三州御治世要覧」では306石余、「旧高旧領取調帳」では419石余であった。
鳥丸の南東部の丘陵地帯には笠山野牧とよばれる薩摩藩の牧場が置かれていた。笠山野牧は天正8年（1580年）に開設され、慶応4年（1868年）までの289年間使用された。野牧の周囲は25キロメートル程度であり、宝暦5年（1755年）には148頭が飼育されていた。

### 町村制施行以後
1889年（明治22年）4月1日に町村制が施行されたのに伴い、東郷のうち東部の区域に当たる斧淵村・山田村・南瀬村・宍野村・鳥丸村・藤川村の6村の区域より薩摩郡上東郷村が成立した。それまでの鳥丸村は上東郷村の大字「鳥丸」となった。1952年（昭和27年）12月1日に上東郷村が東郷村に改称、即日町制施行し、東郷町となった。
2002年（平成14年）7月16日には大字宍野（現在の東郷町宍野）のうち字沖田1430の5及び1430の6を大字鳥丸の字東園に編入した。
2004年（平成16年）10月12日に東郷町が川内市、薩摩郡樋脇町、入来町、祁答院町、下甑村、上甑村、里村、鹿島村と新設合併し薩摩川内市が設置された。この市町村合併に伴い設置された法定合併協議会において大字名については「従前の町名を従前の大字に冠したものをもって、大字とする。」と協定され、旧町名である「東郷町」を従前の大字名である鳥丸に冠することとなった。
合併当日の10月12日に鹿児島県の告示である「 字の名称の変更」が鹿児島県公報に掲載された。この告示の規定に基づき即日名称の変更が行われ、大字名が「鳥丸」から薩摩川内市の大字「東郷町鳥丸」に改称された。

### 字域の変遷
| 変更後                 | 変更年             | 変更前                           |
| ---------------------- | ------------------ | -------------------------------- |
| 大字鳥丸字東園（編入） | 2002年（平成14年） | 大字宍野字沖田1430の5及び1430の6 |

## 人口
以下の表は国勢調査による小地域集計が開始された1995年以降の人口の推移である。
| 統計年             | 統計年 | 人口 | 人口 |
| ------------------ | ------ | ---- | ---- |
| 1995年（平成7年）  | [ 16 ] | 522  |      |
| 2000年（平成12年） | [ 17 ] | 461  |      |
| 2005年（平成17年） | [ 18 ] | 455  |      |
| 2010年（平成22年） | [ 19 ] | 406  |      |
| 2015年（平成27年） | [ 20 ] | 360  |      |
| 2020年（令和2年）  | [ 5 ]  | 303  |      |

## 施設

### 公共
- 鳥丸地区コミュニティセンター[21]

### 郵便局
- 東郷鳥丸郵便局[22]
1941年（昭和16年）1月21日に無集配局として設置された[23]。

### 寺社
- 紫尾神社[24]

## 教育

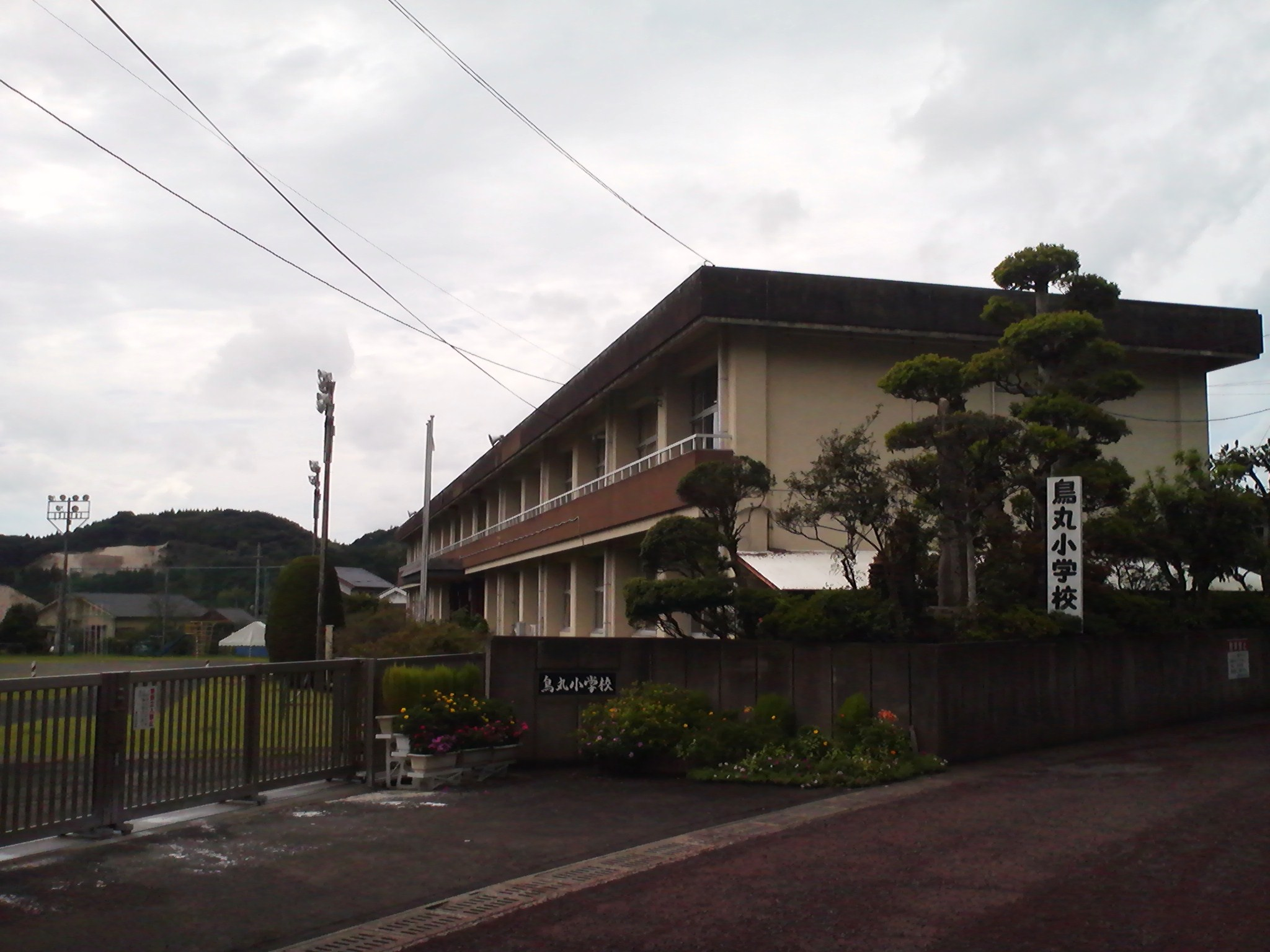
薩摩川内市立鳥丸小学校

### 小学校
「薩摩川内市立鳥丸小学校」は、かつて東郷町鳥丸2233番地にあった小学校である。1878年（明治11年）に創立され、簡易科小学校・尋常小学校・尋常高等小学校・国民学校を経て、1947年（昭和22年）に鳥丸小学校となった。2017年（平成29年）に薩摩川内市立東郷小学校への統合に伴い閉校した。1969年（昭和44年）度には137名の児童が在籍していたが、2002年（平成14年）度には41名となっていた。2021年（令和3年）現在、東郷町鳥丸の児童は東郷町斧渕にある薩摩川内市立東郷学園義務教育学校へ通学している。

### 小・中学校の学区
市立小・中学校に通う場合、学区（校区）は以下の通りとなる。
| 大字       | 番地 | 小学校                                           | 中学校                                           |
| ---------- | ---- | ------------------------------------------------ | ------------------------------------------------ |
| 東郷町鳥丸 | 全域 | 薩摩川内市立東郷学園義務教育学校（義務教育学校） | 薩摩川内市立東郷学園義務教育学校（義務教育学校） |

## 交通

### 道路
主要地方道
- 鹿児島県道46号阿久根東郷線

広域農道
- 川薩広域農道

### 路線バス
2021年（令和3年）現在、東郷町鳥丸の区域では路線バスが運行されておらず、薩摩川内市が運営する東郷地域デマンド交通「ゆったり号」（予約制、藤川・鳥丸コース）が日曜日・祝日を除いて東郷町藤川の本俣地区から鳥丸を経て斧渕の東郷温泉ゆったり館まで運行されている。

## 著名な出身人物
- 中馬兼四（大日本帝国海軍中佐、シドニー港攻撃で戦死）[31]